# 古斯托
古斯托是德国梅克伦堡-前波莫瑞州的一个市镇。总面积28.44平方公里，总人口653人，其中男性331人，女性322人（2011年12月31日），人口密度23人/平方公里。